# Renowacja

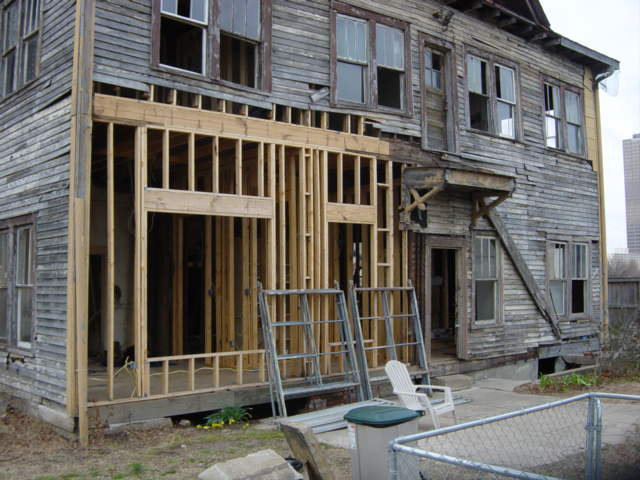
Renowacja budynku.

Renowacja – odświeżenie, odnowienie. W przypadku budownictwa może dotyczyć elewacji budynku, dachu lub innego elementu. Czasem wyrażenie renowacja używane jest w odniesieniu do restauracji.